# HD 115967
HD 115967，又名CP-71 1467，SAO 257033、HR 5030，是一颗恒星，视星等为6.05，位于銀經305.37，銀緯-9.42，其B1900.0坐标为赤經13h 15m 27.3s，赤緯-71° -9.42′ 20″。